# Christian Rose (Brauer)
Christian Rose (* 26. November 1803 in Grabow; † 1877 ebenda) war ein deutscher Brauer, Gastwirt und 1848/49 Mitglied der Mecklenburgischen Abgeordnetenversammlung.

## Leben
Christian Rose entstammte einem alten Geschlecht von Brennern und Brauern in der westmecklenburgischen Kleinstadt Grabow. Er wurde als zweiter Sohn und drittes von zehn Kindern des Brauers, Brenners und Gastwirts Christian Rose (* 1771) und dessen Frau Dorothea Margaretha, geb. Brügges  (* 1781), geboren. Ludwig Rose war sein jüngster Bruder.
Christian Rose wurde als Brauer ausgebildet und reiste nach Hamburg, London, Paris, in die Schweiz, nach Österreich, Italien und München, um dortige Braumethoden zu studieren. Er vergrößerte die Brauerei und erbaute ein Malzhaus. 1853 braute er als einer der ersten Brauer in Deutschland einen Porter, der sich bald zur Spezialität der Brauerei entwickelte und hier bis 1990 gebraut wurde.
Bei der durch die Revolution in Mecklenburg (1848) möglich gewordenen Wahl am 3. Oktober 1848 wurde er im Wahlkreis Mecklenburg-Schwerin 23: Picher  zum Mitglied der Mecklenburgischen Abgeordnetenversammlung gewählt. Hier schloss er sich der konservativen Fraktion der Rechten an und war Mitglied im Volkswirtschaftlichen Ausschuss.
Seine Söhne Dietrich Christian Victor Rose (1831–1905) und Reinhardt Rose (1833–1897) übernahmen die Brauerei und bauten sie weiter aus.